# Литлпорт (Ајова)
Литлпорт (енгл. Littleport) град је у америчкој савезној држави Ајова. По попису становништва из 2010. у њему је живело . становника.

## Демографија
Према попису становништва из 2000. у граду је живело 26 становника.
| Група             | 2000.       | 2010.  |
| Белци             | 26 (100.0%) | . (.%) |
| Афроамериканци    | 0 (0,0%)    | . (.%) |
| Азијати           | 0 (0,0%)    | . (.%) |
| Хиспаноамериканци | 0 (0,0%)    | . (.%) |
| Укупно            | 26          | .      |